# Tyreke Key
Tyreke Key (Celina, 29 oktober 1998) is een Amerikaans basketballer.

## Carrière
Key speelde collegebasketbal van 2017 tot 2021 voor de Indiana State Sycamores. Na een jaar van blessureleed maakte hij in 2022 de overstap naar de Tennessee Volunteers. In 2023 tekende hij zijn eerste profcontract bij de Leuven Bears.